# Minquartia guianensis
Minquartia guianensis là một loài thực vật có hoa thuộc chi đơn loài Minquartia, họ Olacaceae nghĩa rộng hay họ Coulaceae Tiegh. (1897). Loài này có ở Bolivia, Brasil, Colombia, Costa Rica, Ecuador, Guyane thuộc Pháp, Guyana, Nicaragua, Panama, Peru, Suriname, và Venezuela.